# Silvio Hernández
Silvio Hernández del Valle (Veracruz, 31 dicembre 1908 – Città del Messico, 20 marzo 1984) è stato un cestista messicano.

## Carriera
Ha vinto la medaglia di bronzo con il Messico alle Olimpiadi di Berlino 1936, giocando due partite.